# الرماية في الألعاب الأولمبية الصيفية 2024
ستقام منافسات الرماية في الألعاب الأولمبية الصيفية 2024 المنعقدة في باريس في الفترة من 27 يوليو إلى 5 أغسطس 2024 في المركز الوطني للرماية في شاتورو.   خفض عدد الرماة المتنافسين عبر خمسة عشر حدثًا في هذه الألعاب من 360 إلى 340، مع توزيع متساوٍ بين الرجال والسيدات. علاوة على ذلك، تم إدخال العديد من التغييرات المهمة في برنامج الرماية الأولمبي، بما في ذلك الشكل النهائي الجديد وكذلك استبدال منافسات تراب للفرق المختلطة بسكيت الفرق المختلطة.  